# Raíz cuadrada

Expresión matemática de "Raíz cuadrada de x".

En matemáticas, la raíz cuadrada de un número {\displaystyle x} es aquel número {\displaystyle y} que al ser multiplicado por sí mismo da como resultado el valor {\displaystyle x}, es decir, cumple la ecuación {\displaystyle y^{2}=x}.
Se corresponde con la radicación de índice 2 o, equivalentemente, con la potenciación de exponente 1/2.

Como toda raíz par de un real positivo tiene dos raíces opuestas entre sí, la denotada se establece según la notación específica consensuada.
Así, cualquier número real no negativo {\displaystyle x} tiene una raíz cuadrada positiva única o raíz cuadrada principal denotada como {\displaystyle {\sqrt {x}}} donde {\displaystyle {\sqrt {\;}}} es el símbolo raíz y {\displaystyle x} es el radicando. La notación habitual para referir a la raíz negativa es {\displaystyle -{\sqrt {x}}}  y para la positiva, {\displaystyle {\sqrt {x}}}; para ambas, {\displaystyle \pm {\sqrt {x}}} o bien {\displaystyle \mp {\sqrt {x}}} según el orden requerido. 
El concepto puede extenderse a cualquier anillo algebraico, así es posible definir la raíz cuadrada de un número real negativo o la raíz cuadrada de algunas matrices. En los números cuaterniónicos, los números reales negativos admiten un número infinito de raíces cuadradas, sin embargo el resto de cuaterniones diferentes de cero admiten solo dos raíces cuadradas. En el anillo no conmutativo de las funciones reales de variable real con la adición y la composición de funciones si fºf = g, se puede plantear que f es la "raíz cuadrada" de g.

## Historia
Las raíces cuadradas son expresiones matemáticas que surgieron al plantear diversos problemas geométricos como la longitud de la diagonal de un cuadrado. El Papiro de Ahmes datado hacia 1650 a. C., que copia textos más antiguos, muestra cómo los egipcios extraían raíces cuadradas.
En la antigua India, el conocimiento de aspectos teóricos y aplicados del cuadrado y la raíz cuadrada fue, al menos, tan antiguo como los Sulba Sutras, fechados entre el 500 y el 300 a. C. Un método para encontrar muy buenas aproximaciones a las raíces cuadradas de 2 y 3 es dado en el Baudhayana Sulba Sutra. Aryabhata (476-550) en su tratado Aryabhatiya (sección 2.4), dio un método para encontrar la raíz cuadrada de números con varios dígitos.
Los babilonios aproximaban raíces cuadradas haciendo cálculos mediante la media aritmética reiteradamente. En términos modernos, se trata de construir una sucesión {\displaystyle a_{0},a_{1},a_{2},a_{3},\dots } dada por:

{\displaystyle a_{n+1}={\frac {1}{2}}\left(a_{n}+{\frac {a}{a_{n}}}\right).}

Puede demostrarse que esta sucesión matemática converge de manera que {\displaystyle a_{n}\to {\sqrt {a}}} (como valor inicial {\displaystyle a_{0}} puede tomarse con buena aproximación el entero más cercano al valor de la raíz cuadrada). Las raíces cuadradas fueron uno de los primeros desarrollos de las matemáticas, siendo particularmente investigadas durante el periodo pitagórico, cuando el descubrimiento de que la raíz cuadrada de 2 era irracional (inconmensurable) o no expresable como cociente alguno, lo que supuso un hito en la matemática de la época.
Inicialmente se demostró la utilidad de la raíz cuadrada para la resolución de problemas trigonométricos y geométricos, como el cálculo de la longitud de la diagonal de un cuadrado o el teorema de Pitágoras. Posteriormente ganó utilidad para operar con polinomios y resolver ecuaciones de segundo grado o superior, y son en la actualidad una de las herramientas matemáticas más elementales.
David Eugene Smith, en History of Mathematics, dice acerca de la situación existente: 

"En Europa esos métodos (para encontrar el cuadrado y la raíz cuadrada) no aparecieron antes de Cataneo (1546). Él dio el método de Ariabhata para determinar la raíz cuadrada".

Pietro Antonio Cataldi calculó en 1613 la raíz cuadrada aproximando por fracciones continuas, como aparece en la obra común Historia de la matemática de Julio Rey Pastor y José Babini.
Posteriormente, se fue ampliando la definición de raíz cuadrada. Varios matemáticos vieron la necesidad de idear números que representasen la raíz cuadrada de números reales negativos para poder resolver todas las ecuaciones de segundo grado, pero no fue sino hasta 1777 cuando el matemático suizo Leonhard Euler simbolizó la raíz cuadrada de –1 con la letra i. La generalización de la función raíz cuadrada de los números negativos da lugar al concepto de los números imaginarios y al cuerpo de los números complejos, algo necesario para que cualquier polinomio tenga todas sus raíces (teorema fundamental del álgebra). La diagonalización de matrices también permite el cálculo rápido de la raíz de una matriz.

### Símbolo de la raíz cuadrada(){\displaystyle ({\sqrt {\ }})}
En occidente a principios del siglo XIII Juan Hispalense, integrante de la incipiente escuela de traductores de Toledo, tradujo al latín y español obras de astrónomos y matemáticos árabes: Albumasar, Al-Kindi, Al-Battani y Thábit ibn Qurra incorporando el signo " ? " como símbolo para la utilización de la raíz. También utilizará " ? " Leonardo de Pisa en su obra "Practica Geometriae".
El actual símbolo de la raíz cuadrada {\displaystyle ({\sqrt {\ }})} fue introducido en 1525 por el matemático Christoph Rudolff para representar esta operación, que aparece en su libro Coss, el primer tratado de álgebra escrito en alemán vulgar. El signo no es más que una forma estilizada de la letra r minúscula para hacerla más elegante[cita requerida], alargándola con un trazo horizontal, hasta adoptar el aspecto actual, que representa la palabra latina radix, que significa raíz.

## Función raíz cuadrada

La gráfica de la función es una semiparábola con directriz vertical.

La raíz cuadrada permite definir una función real cuyo dominio e imagen es el conjunto {\displaystyle \left[0,\infty \right)} (el conjunto de todos los números reales no negativos). Para cada número real x esta función se define como el único número no negativo y que elevado al cuadrado es igual a x. Consiste en hallar el número del que se conoce su cuadrado. La función raíz cuadrada de x se expresa de la siguiente manera:

{\displaystyle f(x)={\sqrt {x}}}

Usualmente la raíz cuadrada de un número entero no es un número racional a menos que el número entero sea un cuadrado perfecto, como por ejemplo:

{\displaystyle {\sqrt {16}}=4,\quad {\sqrt {64}}=8,\quad {\sqrt {144}}=12}

ya que:

{\displaystyle 16=4\times 4=4^{2},\quad 64=8\times 8=8^{2},\quad 144=12\times 12=12^{2}}

La función raíz cuadrada, en general, transforma números racionales en números algebraicos; {\displaystyle {\sqrt {x}}} es racional si y sólo si x es un número racional que puede escribirse como fracción de dos cuadrados perfectos. Si el denominador es {\displaystyle 1^{2}=1\,}, entonces se trata de un número natural. Sin embargo, {\displaystyle {\sqrt {2}}} es irracional.
El descubrimiento de que la raíz cuadrada de muchos números era un número irracional se atribuye a los pitagóricos. Los babilonios y egipcios ya disponían de medios de estimar numéricamente la raíz cuadrada, pero su interés parece haber sido eminentemente práctico, por lo que no parecen existir referencias sobre la naturaleza de la raíz cuadrada y el problema de si esta podía ser expresada como cociente de dos números enteros.
La interpretación geométrica es que la función raíz cuadrada transforma la superficie de un cuadrado en la longitud de su lado.

### Propiedades generales

Gráfica de la ecuación: o también (como función multivaluada).

Las siguientes propiedades de la raíz cuadrada son válidas para todos los números reales no negativos x, y:
Raíz n-ésima del radicando:
{\displaystyle {\sqrt[{n}]{x}}=x^{\frac {1}{n}}=x^{n^{-1}}}
Propiedad de productos de raíces:
{\displaystyle {\sqrt {xy}}={\sqrt {x}}{\sqrt {y}}\qquad {\sqrt {\frac {x}{y}}}={\frac {\sqrt {x}}{\sqrt {y}}}}
Con notación exponencial:
{\displaystyle {\sqrt {x}}=x^{\frac {1}{2}}.}
y también la equivalencia:
| {\displaystyle {\sqrt {x^{2}}}=\left\|x\right\|={\begin{cases}x,&{\text{si }}x\geq 0\\-x,&{\text{si }}x<0\end{cases}}} donde {\displaystyle x} es un número real. |
| Suponga que {\displaystyle x} y {\displaystyle a} son números reales cumpliendo la ecuación {\displaystyle x^{2}=a} y se desea encontrar {\displaystyle x}. Un error muy común es «tomar la raíz cuadrada» y deducir que {\displaystyle x={\sqrt {a}}}. Esto es incorrecto, porque la raíz cuadrada de {\displaystyle x^{2}} no es {\displaystyle x}, sino su valor absoluto, {\displaystyle \|x\|}, de acuerdo a la regla descrita anteriormente. Entonces todo lo que se puede concluir es que {\displaystyle \left\|x\right\|={\sqrt {a}}}, o equivalentemente {\displaystyle x=\pm {\sqrt {a}}}. Esta doble posibilidad para {\displaystyle x} se debe a que la función valor absoluto no es una función inyectiva, por lo que puede haber dos elementos diferentes del dominio, {\displaystyle x_{1}} y {\displaystyle x_{2}}, con una misma imagen. En este caso, la imagen es {\displaystyle {\sqrt {a}}}, y los elementos del dominio a los que les corresponde dicha imagen son {\displaystyle {\sqrt {a}}} y {\displaystyle -{\sqrt {a}}}. |

La función {\displaystyle {\sqrt {x}}} es continua para todos los números no negativos {\displaystyle x} y derivable para todos los números positivos {\displaystyle x} (no es derivable para {\displaystyle x=0} ya que la pendiente de la tangente ahí es infinita). Su derivada está dada por:
{\displaystyle f'(x)={\frac {1}{2{\sqrt {x}}}}}
La serie de Taylor de {\displaystyle {\sqrt {x+1}}} en torno a x = 0 y convergente para |x| ≤ 1 se puede encontrar usando el teorema del binomio:
{\displaystyle {\sqrt {x+1}}=\sum _{n=0}^{\infty }{\binom {1/2}{n}}\,x^{n}=\sum _{n=0}^{\infty }{\frac {(-1)^{n}(2n)!}{(1-2n)(n!)^{2}(4^{n})}}x^{n}=1+{\frac {1}{2}}x-{\frac {1}{8}}x^{2}+{\frac {1}{16}}x^{3}-{\frac {5}{128}}x^{4}+\dots }
En cálculo, cuando se prueba que la función raíz cuadrada es continua o derivable, o cuando se calculan ciertos límites, es muy útil el multiplicar y dividir por el número conjugado:
{\displaystyle {\sqrt {x}}-{\sqrt {y}}={\frac {x-y}{{\sqrt {x}}+{\sqrt {y}}}}}
y es válida para todos los números no negativos x e y que no sean ambos cero.

### Irracionalidad de las raíces cuadradas
Una propiedad importante de la raíz cuadrada de los números enteros es que, si estos no son cuadrados perfectos, sus raíces son siempre números irracionales, que son números no expresables como el cociente de dos números enteros. Es decir, la raíz cuadrada de un número entero siempre será entero o irracional, nunca un número racional no entero.
Cualquier número entero puede ser expresado como el producto de una serie de factores primos elevados a diversos exponentes. De ser todos pares, las propiedades de la potenciación permiten reducir la raíz a un número natural. Solo si uno o más de los factores tiene un exponente impar la raíz no es natural.
Si {\displaystyle {\sqrt {n}}} fuera racional se debería poder expresar como {\displaystyle {\tfrac {p}{q}}} con p, q enteros y primos entre sí. Elevando al cuadrado ambas partes se obtiene que {\displaystyle n={\tfrac {p^{2}}{q^{2}}}}, lo que es absurdo, pues a un lado queda al menos un factor primo con exponente impar mientras que, al otro lado de la igualdad, tanto {\displaystyle p^{2}} como {\displaystyle q^{2}} se expresan en función de producto de primos elevados a exponentes necesariamente pares.
Por una reducción al absurdo llegaron los pitagóricos a la demostración de la irracionalidad de la raíz cuadrada de 2, atribuida a Hipaso de Metaponto, un discípulo de Pitágoras. La idea, contraria a lo esperado en la matemática de entonces, supuso la denominada crisis de los inconmensurables de la filosofía pitagórica.
No obstante, es exactamente la longitud de la diagonal de un cuadrado cuyo lado mide 1, siendo fácil la construcción gráfica de la raíz. Por ello buena parte de la matemática helénica se centró en la geometría aplicada como forma de calcular gráficamente valores como ese. Teodoro de Cirene llegó a la espiral que lleva su nombre, que permite representar gráficamente cualquier raíz, y posteriormente Euclides llegó a un método más general.

### Radicales jerarquizados cuadrados
En diferentes contextos se utilizan radicales de la forma
{\displaystyle {\sqrt {A+{\sqrt {B}}}}}
que en algunos casos puede ser escritos en la forma
{\displaystyle {\sqrt {A+2{\sqrt {B}}}}={\sqrt {x}}+{\sqrt {y}}}
lo que es factible si solo si x + y = A, xy = B . Las expresiones anteriores se denominan radicales jerarquizados.
La identidad {\displaystyle 2={\sqrt {2+2}}} implica que {\displaystyle 2={\sqrt {2+{\sqrt {2+2}}}}}, y por repeticiones sucesivas:

{\displaystyle 2={\sqrt {2+{\sqrt {2+{\sqrt {2+{\sqrt {2+\cdots }}}}}}}}}

Por razones análogas se obtiene:

{\displaystyle 3={\sqrt {6+{\sqrt {6+{\sqrt {6+{\sqrt {6+\cdots }}}}}}}}};

o que

{\displaystyle 4={\sqrt {12+{\sqrt {12+{\sqrt {12+{\sqrt {12+\cdots }}}}}}}}};

En general, si r es una entidad estrictamente superior a uno, entonces:

{\displaystyle r={\sqrt {r(r-1)+{\sqrt {r(r-1)+{\sqrt {r(r-1)+{\sqrt {r(r-1)+\cdots }}}}}}}}}

Esta forma de expresar números mediante la repetición sucesiva de números contenidos dentro de raíces cuadradas puede tener diversas aplicaciones como la resolución de algunos tipos de ecuación o la expresión de algunos números famosos como el número áureo o el número pi.

### Fracciones continuas
Uno de los resultados más interesantes del estudio de números irracionales como fracciones continuas fue obtenido por el matemático francés Joseph-Louis Lagrange cerca de 1780. Lagrange descubrió que la raíz cuadrada de cualquier número entero positivo no cuadrado se puede representar por una fracción continua periódica, es decir, donde ocurre cierto patrón de dígitos repetidamente en los denominadores. En un sentido estas raíces cuadradas son números irracionales mucho más simples, porque pueden ser representadas con un patrón de dígitos de repetición simple.
{\displaystyle {\sqrt {11}}=3+{\cfrac {1}{3+{\cfrac {1}{6+{\cfrac {1}{3+{\cfrac {1}{6+{\cfrac {1}{\ddots }}}}}}}}}}\,}

### Aproximaciones enteras
La aproximación de raíces cuadradas a números enteros es común en ciertos problemas matemáticos, como la criba de Eratóstenes que aproxima en sus cálculos la raíz cuadrada al mayor entero tal que su cuadrado sea menor que el valor de la raíz. Las aproximaciones pueden ser por defecto — usando la función piso — o por exceso — usando la función techo—. Las primeras, dadas por defecto son las siguientes:
| {\displaystyle n}                           | 1 | 2 | 3 | 4 | 5 | 6 | 7 | 8 | 9 | 10 | ... | 15 | 16 | 17 | ... | 24 | 25 | 26 | 27 | 28 |
| ------------------------------------------- | - | - | - | - | - | - | - | - | - | -- | --- | -- | -- | -- | --- | -- | -- | -- | -- | -- |
| {\displaystyle \lfloor {\sqrt {n}}\rfloor } | 1 | 1 | 1 | 2 | 2 | 2 | 2 | 2 | 3 | 3  | ... | 3  | 4  | 4  | ... | 4  | 5  | 5  | 5  | 5  |
Una observación de los primeros términos pone de manifiesto que en la construcción de esta tabla, se salta sucesivamente un incremento de manera regular. Más precisamente, el cero es repetido una vez, el 1 tres veces, el 2 cinco veces, el 3 siete veces, el 4 nueve veces, etc. El número de veces que el entero n se repite es el n-ésimo entero impar. La demostración reside sobre la identidad siguiente, del tipo diferencia finita:
{\displaystyle (a+1)^{2}-a^{2}=2a+1\,}

## Extensión de la función raíz cuadrada

### La raíz cuadrada de un número complejo

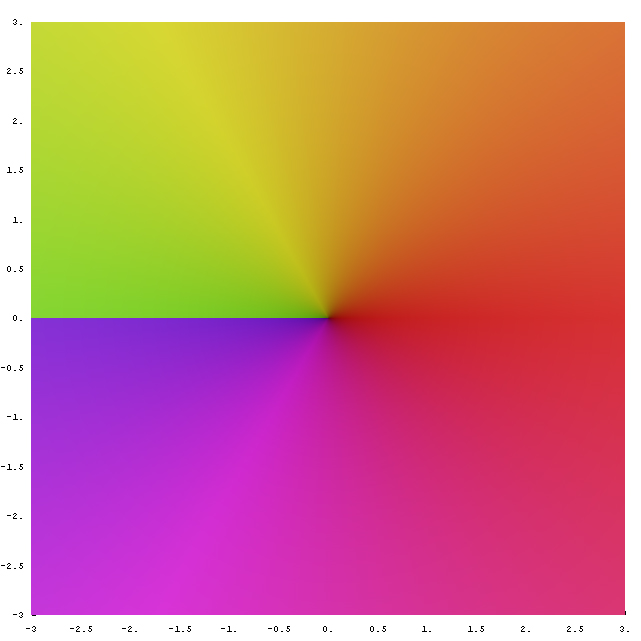
Raíz cuadrada compleja.

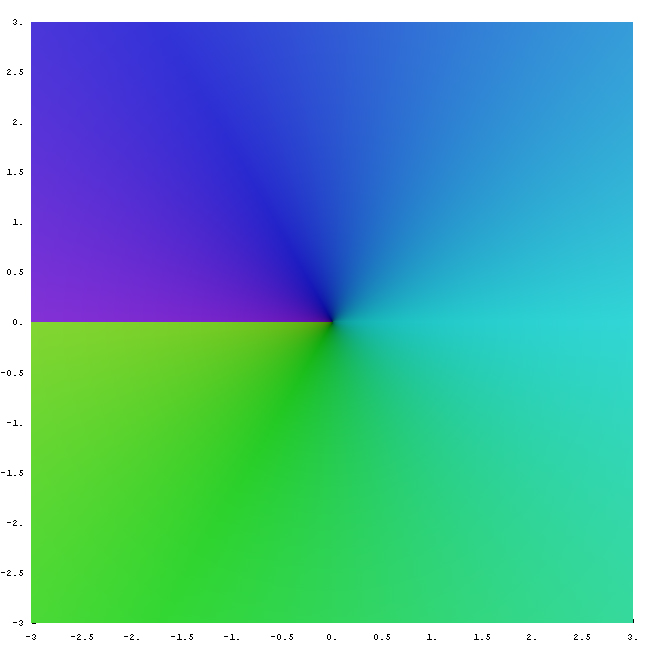
Segunda hoja de la raíz cuadrada compleja.

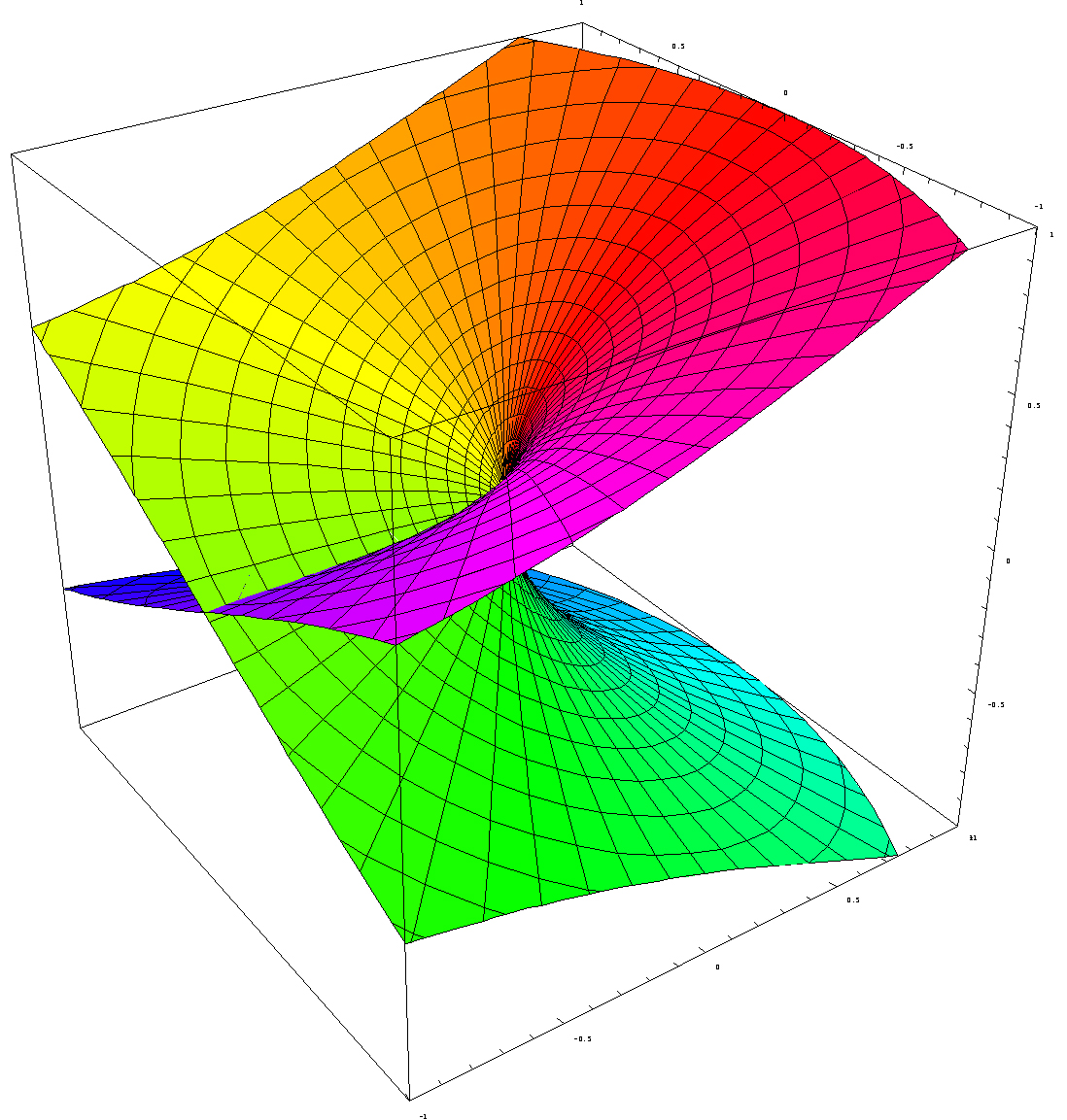
Usando la superficie de Riemann de la raíz cuadrada, se puede ver como encajan las dos hojas.

El cuadrado de cualquier número real positivo es positivo, y el cuadrado de 0 es 0. Por lo tanto, ningún número negativo puede tener una raíz cuadrada en los números reales. Sin embargo, es posible trabajar con un sistema más grande de números, llamados los números complejos, que contienen soluciones a la raíz cuadrada de cualquier número real negativo (e incluso de cualquier número complejo). Los números complejos pueden construirse definiendo un nuevo número abstracto, denotado por i (a veces j, especialmente en el contexto de la electricidad) y llamado unidad imaginaria, que satisface que i2 = -1. Utilizando esta notación podemos pensar en i como la raíz cuadrada de −1, pero notamos que también tenemos (-i)2= i2 = -1, así que (−i) es también una raíz cuadrada de −1. En general, si x es cualquier número real positivo, entonces en la raíz cuadrada principal de −x se cumple la siguiente igualdad:

{\displaystyle {\sqrt {-x}}={\sqrt {-1}}{\sqrt {x}}=\pm i{\sqrt {x}}}

es decir, la raíz cuadrada de un número negativo es, necesariamente, un número imaginario. Para cada número complejo diferente a cero {\displaystyle z}, existen exactamente dos números {\displaystyle w}  tales que {\displaystyle w^{2}=z\,\!}.

#### Raíz cuadrada de un número imaginario
Si se desea encontrar la raíz de un número imaginario es posible demostrar la igualdad

{\displaystyle {\sqrt {\pm ix}}={\sqrt {\frac {x}{2}}}\pm i{\sqrt {\frac {x}{2}}}.}

Por ejemplo, las raíces cuadradas de {\displaystyle i} son:
{\displaystyle {\sqrt {i}}={\frac {\sqrt {2}}{2}}(1+i).}
y
{\displaystyle -{\sqrt {i}}=-{\frac {\sqrt {2}}{2}}(1+i).}

#### Raíz cuadrada principal de un número complejo
La definición general de {\displaystyle {\sqrt {z}}} está introduciendo el siguiente punto de ramificación: si {\displaystyle z=re^{i\varphi }} es representado en coordenadas polares con −π < φ ≤ π, después fijamos el valor principal a:
{\displaystyle {\sqrt {z}}={\sqrt {re^{i\varphi }}}={\sqrt {r}}\,e^{i\varphi  \over 2}}
Así definido, la función de la raíz es holomorfa en todas partes excepto en los números reales no positivos, donde no es incluso continua. La antedicha serie de Taylor para {\displaystyle {\sqrt {1+x}}} sigue siendo válida para el resto de los números complejos x con |x| < 1.
También puede representarse en forma de funciones trigonométricas, utilizando la fórmula de Moivre. Si {\displaystyle z=r(\cos {\varphi }+i\sin {\varphi })} entonces hay exactamente dos raíces cuadradas; la primera es: 
{\displaystyle {\sqrt {z}}={\sqrt {r}}\left(\cos {\frac {\varphi }{2}}+i\sin {\frac {\varphi }{2}}\right)}
y para la otra raíz se usa el argumento φ/2 + π, siendo el módulo el mismo.

#### Fórmula algebraica
En general, para un número complejo expresado en forma cartesiana, por medio de estas fórmulas se obtiene la raíz cuadrada principal:
{\displaystyle {\sqrt {z}}={\sqrt {\frac {|z|+\operatorname {Re} (z)}{2}}}+i\ \operatorname {sgn}(\operatorname {Im} (z))\ {\sqrt {\frac {|z|-\operatorname {Re} (z)}{2}}},}
donde |z| es el valor absoluto o módulo del número complejo,
y el signo de la parte imaginaria de la raíz coincide con el signo de la parte imaginaria del radicando (ver función signo (sgn)). 
La otra raíz cuadrada se obtiene simplemente de multiplicar −1 por la raíz cuadrada principal, ambas raíces pueden ser escritas como
{\displaystyle \pm \left({\sqrt {\frac {|z|+\operatorname {Re} (z)}{2}}}+i\ \operatorname {sgn}(\operatorname {Im} (z))\ {\sqrt {\frac {|z|-\operatorname {Re} (z)}{2}}}\right)}
Esta fórmula puede ser usada para hallar las raíces de una ecuación (no algebraica) con coeficientes en ℂ.[cita requerida]

### Raíces cuadradas en los cuaterniones
Con los números complejos está asegurado que solo existe un número finito de raíces enésimas de la unidad. Así por ejemplo -1 tiene solo dos raíces complejas i e −i. Sin embargo, en los números cuaterniónicos {\displaystyle \scriptstyle \mathbb {H} } hay un número infinito de raíces cuadradas de -1: de hecho el conjunto de soluciones forma una esfera en el espacio tridimensional. Para ver esto, sea q = a + bi + cj + dk un cuaternión, y supóngase que su cuadrado es −1. En términos de a, b, c y d esa asunción implica que

{\displaystyle a^{2}-(b^{2}+c^{2}+d^{2})=-1,}
{\displaystyle 2ab=0,}
{\displaystyle 2ac=0,}
{\displaystyle 2ad=0.}

Este conjunto de ecuaciones reales tiene infinitas soluciones. Para satisfacer las últimas tres ecuaciones debe tenerse que a = 0 o bien b = c = d = 0, sin embargo, esta última posibilidad no puede darse ya que al ser a un número real la primera ecuación implicaría que a2 = −1, pero eso es imposible para un número real. Por tanto a = 0 y b2 + c2 + d2 = 1. En otras palabras. Nótese que solo un cuaternión que sea igual a un número real negativo puede tener un número infinito de raíces cuadradas. Todos los demás tienen solo dos raíces (o en el caso del 0 una única raíz). Dado un número cuaterniónico {\displaystyle a_{0}+a_{1}i+a_{2}j+a_{3}k} (que no sea un real negativo) sus dos raíces cuaterniónicas son:

{\displaystyle \pm b_{0}+{\frac {a_{1}i+a_{2}j+a_{3}k}{2b_{0}}},\qquad b_{0}={\frac {\sqrt {2}}{2}}{\sqrt {a_{0}+{\sqrt {a_{0}^{2}+a_{1}^{2}+a_{2}^{2}+a_{3}^{2}}}}}}

Lo anterior implica que la ecuación:

{\displaystyle z_{q}^{2n}=1,\qquad z_{q}\in \mathbb {H} ,n\in \mathbb {N} .}

tiene infinitas soluciones, situadas sobre la esfera unidad.

### Raíz cuadrada de matrices
La existencia de un producto de matrices permite definir la raíz cuadrada de una matriz como aquella matriz B que multiplicada por sí misma da la original A, es decir, B2=A luego B=√A.

### Raíz cuadrada en cuerpo finito
- Primero definamos los cuadrados, por ejemplo en F[7] el conjunto de los restos enteros módulo 7, {0, 1, 2, 3, 4, 5, 6}. El signo = significa congruencia.[18] No todos los números de F[7] tienen.
- 12 = 1; 22 = 4; 32 = 2; 42 = 2; 52 = 4; 62= 1; 02 = 0.

- Diremos que a es la raíz cuadrada de b si a2 = b; se denota {\displaystyle a={\sqrt {b}}}.

- de la lista anterior se ve que

1. {\displaystyle {\sqrt {1}}=1};
2. {\displaystyle {\sqrt {1}}=6}
3. {\displaystyle {\sqrt {2}}=3};
4. {\displaystyle {\sqrt {2}}=4};
5. {\displaystyle {\sqrt {4}}=2};
6. {\displaystyle {\sqrt {4}}=5};

## Cálculo de raíces cuadradas
Hoy en día existen muchos métodos para calcular la raíz cuadrada, habiendo algunos aptos para el cálculo manual y otros mejor adaptados al cálculo automático.

### Algoritmo
Cuando vamos a realizar la raíz cuadrada con su método de resolución usual podemos ver las partes en las que se divide, aunque las esenciales de ésta no tienen por qué aparecer o ser usadas solamente en la operación para ser calculada la raíz cuadrada. Según esta imagen, podemos ver que las partes de las que se compone; son:
1. Radical: es el símbolo que indica que es una raíz cuadrada.
2. Radicando o cantidad subradical: es el número del que se obtiene la raíz cuadrada.
3. Raíz: es propiamente la raíz cuadrada del radicando.
4. Renglones auxiliares: nos ayudarán a resolver la raíz cuadrada.
5. Resto: es el número final del proceso para resolver la raíz cuadrada.

### Utilizando logaritmos
Se simplifica el cálculo utilizando logaritmos y sus propiedades empleando las tablas de logaritmos o reglas de cálculo.
{\displaystyle \!\,{\sqrt[{2}]{x}}=\operatorname {antilog} {\frac {\log(x)}{2}}\,}

### Algoritmos para máquinas
Calculadoras, hojas de cálculo y otros softwares también se usan con frecuencia para calcular raíces cuadradas. Los programas de software ponen típicamente buenas rutinas en su ejecución para computar la función exponencial y el logaritmo natural o logaritmo, computándose después la raíz cuadrada de x usando la identidad:
{\displaystyle {\sqrt {x}}=e^{{\frac {1}{2}}\ln x}} o {\displaystyle {\sqrt {x}}=10^{{\frac {1}{2}}\log x}}

## Construcción geométrica de la raíz cuadrada
La raíz cuadrada de un número real se puede construir con regla y compás. En sus Elementos, Euclides (300 AC) dio la construcción de la media geométrica de dos cantidades en sus proposiciones II.14 y VI.13. Dado que la media geométrica de {\displaystyle a} y {\displaystyle b} es {\displaystyle {\sqrt {ab}}}, uno puede construir {\displaystyle {\sqrt {a}}} simplemente tomando {\displaystyle b=1}.
La construcción también fue dada por Descartes en su libro La Géométrie, vea la figura 2 en la segunda página.
Otro método de construcción geométrica (para las raíces de números naturales) usa triángulos rectángulos e inducción: {\displaystyle {\sqrt {1}}=1} puede, desde luego, ser construido, y una vez que {\displaystyle {\sqrt {x}}} ha sido construido, el triángulo con 1 y {\displaystyle {\sqrt {x}}} como catetos, tiene una hipotenusa de {\displaystyle {\sqrt {x+1}}}.

### Pasos a seguir para la construcción geométrica

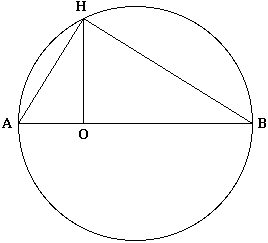
AO = 1, OB = a, OH = x

Para "calcular" geométricamente la raíz cuadrada de un número real dado, lo que se hace es una construcción, mediante regla y compás, de un segmento que mida la raíz cuadrada de la longitud de un segmento original que tenga por longitud ese valor real dado.
Los pasos a seguir son los siguientes:
1. Trazamos un segmento {\displaystyle OB\,\!} de longitud {\displaystyle a\,\!}, es decir, de longitud igual al número del cual queremos calcular su raíz cuadrada.
2. Extendemos el segmento {\displaystyle OB\,\!} en una unidad (según la longitud que hayamos tomado como unidad) de modo que tengamos el segmento {\displaystyle AB\,\!} de longitud {\displaystyle a+1\,\!}.
3. Trazamos un círculo que tenga como diámetro el segmento {\displaystyle AB\!}.
4. En el punto {\displaystyle O\,\!} (que es donde empieza la extensión de longitud 1) trazamos una línea perpendicular a {\displaystyle AB\!}. Esta línea corta a la circunferencia en dos puntos. Sea {\displaystyle H\,\!} cualquiera de esos puntos. Entonces, resulta que el segmento {\displaystyle OH\,\!} tiene una longitud: {\displaystyle OH={\sqrt {a}}}.

Esta construcción tiene su importancia en el estudio de los números constructibles.

### Demostración de que OH es igual a la raíz cuadrada de OB
Para demostrar esta igualdad, demostraremos que los triángulos {\displaystyle AOH\,\!} y {\displaystyle HOB\,\!} son triángulos semejantes:
1. El ángulo {\displaystyle H\,\!} es un ángulo recto (de 90º) ya que {\displaystyle AB\,\!} es la diagonal de un arco capaz.
2. El segmento {\displaystyle OH\,\!} es perpendicular, por construcción, al segmento {\displaystyle AB\,\!}. O sea que los dos ángulos con vértice en {\displaystyle O\,\!}, {\displaystyle BOH\,\!} (el derecho en el diagrama) como {\displaystyle HOA\,\!} (el izquierdo en el diagrama) son ángulos rectos.
3. La suma de todos los ángulos de un triángulo es igual a 180º.

Ahora teniendo en cuenta todo esto construimos el siguiente sistema de ecuaciones:
1. {\displaystyle 180=90+B+(90-H_{i})\,\!}
2. {\displaystyle 180=90+A+H_{i}\,\!}

Donde {\displaystyle H_{i}\,\!} es el ángulo superior del triángulo izquierdo del cual desconocemos su abertura, las otras letras representan los otros ángulos que desconocemos y el ángulo {\displaystyle H_{d}\,\!} se puede representar como la resta de {\displaystyle 90-H_{i}\,\!} ya que 90º es el valor de {\displaystyle H\,\!} entero.
Al resolver la primera ecuación vemos que:
{\displaystyle 180=90+B+90-H_{i}\,\!};
{\displaystyle H_{i}=B\,\!}.
Con lo que ya demostramos que estos ángulos miden lo mismo y al resolver el segundo:
{\displaystyle 90=A+H_{i}\,\!};
{\displaystyle A=90-H_{i}\,\!}.
Con lo que al ser {\displaystyle 90-H_{i}=H_{d}\,\!} se saca que {\displaystyle A=H_{d}\,\!} y con esto queda demostrado que al medir todos los ángulos lo mismo son triángulos semejantes de manera {\displaystyle AH_{i}O_{i}\,\!} ~ {\displaystyle H_{d}BO_{d}\,\!}. Al poseer esta semejante los lados de los triángulos tienen una proporcionalidad igual para los tres lados tal que:
{\displaystyle {\frac {OH}{1}}={\frac {OB}{OH}}={\frac {HB}{AH}}}
Recordando que al construir geométricamente la raíz {\displaystyle AO\,\!} siempre valía 1, con lo que tomando lo que nos interesa desarrollamos:
{\displaystyle {\frac {OH}{1}}={\frac {OB}{OH}}};
{\displaystyle OB=OH^{2}\,\!};
{\displaystyle OH={\sqrt {OB}}}.
Quedando demostrada.

## Raíces cuadradas útiles

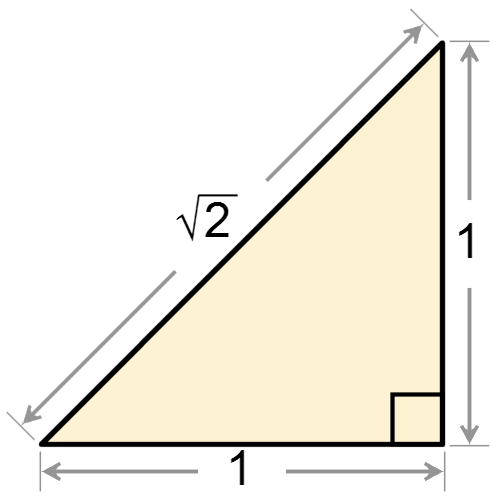
Raíz cuadrada de 2.

### Raíz cuadrada de 2
{\displaystyle 1^{2}+1^{2}=x^{2}\,\!}
{\displaystyle x={\sqrt {2}}}
Probablemente, la raíz cuadrada de 2 fue el primer número irracional descubierto, cuyo descubrimiento le costó la vida a un correligionario de Pitágoras. El valor de este número con 10 cifras decimales por truncamiento es 1,4142135623. Aparece como seno y coseno de un ángulo de 45 grados sexagesimales. Hay varias fórmulas de recurrencia para hallar su valor aproximado. Una de ellas es el conocido método de la tangente de Newton. Su irracionalidad ya lo habían demostrado los griegos. Sin embargo, su fundamentación se le debe a los matemáticos alemanes Richard Dedekind y Georg Cantor en el siglo XX. Por supuesto, no viene a ser sino un límite igual que el de los números irracionales {\displaystyle e} y  {\displaystyle \pi } porque nadie puede escribir sus infinitas cifras; pero basta con menos de 10 dígitos decimales para lo que hace la ciencia y tecnología.

### Raíz cuadrada de 3

Mide raíz cuadrada de 3, la diagonal de un cubo cuyas aristas miden 1.

La raíz cuadrada de 3: {\displaystyle {\sqrt {3}}}, también conocida como constante de Teodoro (por Teodoro de Cirene), es geométricamente el valor de la diagonal de un cubo cuyas aristas miden la unidad, pudiéndose demostrar con el teorema de Pitágoras. También es la hipotenusa de un triángulo rectángulo construible cuyos catetos miden raíz cuadrada de 2 y la unidad respectivamente.
El valor de este número con 10 cifras decimales por truncamiento es 1,7320508075

### Raíz cuadrada de 5
La raíz cuadrada de 5: {\displaystyle {\sqrt {5}}}, aparece en la fórmula del número áureo, y es geométricamente la hipotenusa de un triángulo cuyos catetos miden 1 y 2 respectivamente, comprobándose mediante el teorema de Pitágoras.
Su valor con 10 cifras decimales por truncamiento es 2,2360679774.

## Usos y casos
- La raíz cuadrada se usa para calcular la hipotenusa de un triángulo rectángulo, conociendo los catetos. O uno de estos conociendo la hipotenusa y el otro cateto.
- Para hallar el radio de un círculo conociendo su área.
- En la detección de si un número entero positivo es primo; basta considerar como divisores primos, aquellos números primos que son menores que su raíz cuadrada, aproximada a unidades.
- Para hallar el tiempo en el movimiento uniforme acelerado sin velocidad inicial.
- Para conocer cuántos números impares iniciales, empezando desde el 1, se han sumado; usando como dato un cuadrado perfecto.
- En una función cuadrática canónica, conociendo  la ordenada, hallar las correspondientes abscisas.
- Para calcular la diagonal de un cuadrado conociendo su área.
- Para calcular la media cuadrática de datos positivos.[19]
- Al calcular él área de un triángulo equilátero, donde interviene {\displaystyle {\sqrt {3}}}
- Al obtener el área de un tetraedro regular, en función de su arista, se emplea {\displaystyle {\sqrt {3}}}[20]
- Al obtener el volumen de un tetraedro regular, en función de su arista, se usa  {\displaystyle {\sqrt {2}}}
- Para hallar la media proporcional c entre a y b. La altura de un triángulo conociendo las proyecciones de los catetos sobre la hipotenusa. La tangente a una circunferencia, conociendo la secante y su parte externa.
- La {\displaystyle {\sqrt {3}}} se usa en ciertas razones trigonométricas de un ángulo de 30º o 60º.
- La {\displaystyle {\sqrt {2}}} se emplea para definir el seno y coseno de un ángulo de 45º.[21]
- Al resolver una ecuación de segundo grado completa o de la forma x2 = a, se usa la raíz cuadrada; en el primer caso si el determinante es negativo, y en la ecuación incompleta de segundo grado si a es menor que cero, hay que hallar la raíz cuadrada de un número negativo, que proporciona como raíces, dos números complejos conjugados. En el caso de que se tenga una ecuación de segundo grado con coeficientes complejos no reales, también se halla la raíz cuadrada, pero las raíces de la ecuación cuadrática, en este caso , no necesariamente, son conjugadas.[22]
- En el caso de resolver la ecuación cúbica reducida y3 + py + q = 0, mediante la llamada fórmula de Cardano, necesariamente hay que hallar la raíz cuadrada de p3/27 + q2/4 = H; luego efectuar las raíces cúbicas de -q/2 + H y de -q/2 -H.[23]